# John Jay
John Jay va ser un polític i jurista estatunidenc (Nova York, 12 de desembre de 1745 – Bedford, 17 de maig de 1829), primer president del Tribunal Suprem dels Estats Units. Va exercir els càrrecs d'ambaixador a Madrid i Londres. Va negociar amb Gran Bretanya el conegut com a Tractat Jay en (1794). És un dels Pares fundadors dels Estats Units.
Durant la Guerra de la Independència dels Estats Units va ser nomenat ministre plenipotenciari per a Espanya. No obstant això, la seva estada a Madrid (27 de setembre de 1779 - 20 de maig de 1782) va ser un complet fracàs, aconseguint incomodar tant a espanyols com a nord-americans.
Va ser el principal responsable de l'oblit a l'ajuda espanyola en la revolució americana que, segons el parer de la majoria d'historiadors, va ser decisiva. El tractat que va negociar es va encaminar a millorar les relacions amb Gran Bretanya, mentre que va deixar completament de costat a França i Espanya, veritables artífexs de la independència de les colònies.
El 23 de juny de 1782 Jay va arribar a París, on les negociacions per acabar la guerra de la independència dels Estats Units anaven a tenir lloc.
Entre octubre de 1787 i agost de 1788, Jay va escriure juntament amb Alexander Hamilton i James Madison els anomenats «articles de la Federació» (The Federalist Papers) .